# Jonathan Williams (pilota automobilistico)
Jonathan James Williams (Il Cairo, 26 ottobre 1942 – Benalmádena, 31 agosto 2014) è stato un pilota automobilistico britannico, che ha corso un gran premio di Formula 1 con la Ferrari.

## Carriera

### Gli inizi
Williams cominciò la sua carriera di pilota alla fine degli anni cinquanta, mentre si trovava al Cheltenham College. In quegli anni prese infatti l'abitudine di correre illegalmente con la sua Mini lungo le strade di un aeroporto locale, spalleggiato da alcuni amici, tra cui Piers Courage. Nel 1960 partecipò alle sue prime gare e, nel 1962 comprò una Austin A40, con cui prese parte alla Brands Hatch Molyslip Saloons series, che concluse al secondo posto ottenendo dodici vittorie. Incoraggiato dalla buona annata disputata, per il 1963 compì il suo debutto in Formula Junior, conquistando come miglior risultato un terzo posto in una gara a Dresda. Intanto Williams e Courage stavano progettando di debuttare in Formula 3 con un loro team, che chiamarono Anglo-Swiss Racing, e fecero il loro debutto nella serie nel 1964. I risultati ottenuti in gara attirarono l'attenzione di Charles Lucas che offrì loro un contratto l'anno seguente, mettendo a disposizione due Brabham. I due ottennero sei vittorie (quattro Courage e due Williams), ma a questo punto le loro carriere si separarono.

### Gli anni in Formula 3 e i contatti con Ferrari
Williams si trasferì nella F3 italiana e partecipò ad alcuni campionati conseguendo alcune vittorie, pur senza mai vincere il titolo. Venne quindi notato da Enzo Ferrari che gli offrì un contratto per gareggiare con la sua scuderia. L'intenzione del Commendatore era quella di farlo partecipare al campionato di Formula 2 in cui avrebbe dovuto guidare un nuovo modello di Ferrari, ma una disputa riguardante il suo stipendio mensile fece sì che per tutto l'inverno del 1966 venisse impiegato solamente per testare vetture private. Quando ebbe poi la possibilità di eseguire alcune prove con la vettura di Formula 2, questa si rivelò deludente. Prese infatti parte ad una sola gara, ritirandosi dopo pochi passaggi. Disputò poi alcune gare di durata, tra cui la 12 Ore di Sebring e la Targa Florio, ottenendo in quest'ultima un quarto posto. A fine anno partecipò poi ad alcune gare del campionato CanAm con il team NART.

### Formula 1
Il contratto di Williams prevedeva, comunque, che l'inglese fosse pilota di riserva in caso di infortunio dei titolari in Formula 1. La morte di Lorenzo Bandini e il grave incidente occorso a Mike Parkes fecero sì che venisse convocato per il Gran Premio del Messico 1967. L'inglese aveva, però, scarsa confidenza con il mezzo e non conosceva il tracciato, ma, nonostante ciò, gli venne data la possibilità di effettuare le prime prove solo al sabato. Nelle qualifiche non andò infatti oltre il sedicesimo posto e in gara concluse ottavo. Questo rappresentò il suo unico Gran Premio in Formula 1 e l'ultima gara con la Ferrari. Sulla decisione di Enzo Ferrari di non rinnovargli il contratto pesarono sia alcuni comportamenti a lui non graditi del pilota che un incidente durante una sessione di test che portò alla distruzione di una monoposto.

#### Risultati completi
| 1967 | Scuderia | Vettura |  |  |  |  |  |  |  |  |  |  |   | Punti | Pos. |
| ---- | -------- | ------- |  |  |  |  |  |  |  |  |  |  | - | ----- | ---- |
| 1967 | Ferrari  | 312 F1  |  |  |  |  |  |  |  |  |  |  | 8 | 0     |      |

| Legenda | 1º posto     | 2º posto | 3º posto    | A punti         | Senza punti/Non class.  | Grassetto – Pole position Corsivo – Giro più veloce |
| Legenda | Squalificato | Ritirato | Non partito | Non qualificato | Solo prove/Terzo pilota | Grassetto – Pole position Corsivo – Giro più veloce |

### Dopo la Formula 1
Terminata l'esperienza in Ferrari, sembrava che la carriera in Formula 1 di Williams dovesse continuare, in quanto venne contattato da Carlo Abarth, intenzionato a debuttare in massima serie con una sua monoposto. L'esordio, però, non si concretizzò mai e, a parte qualche collaudo eseguito per la De Tomaso, l'inglese non ebbe più modo di correre in Formula 1. Nel 1968 corse quindi sporadicamente in Formula 2 e vinse il Gran Premio della Lotteria a Monza. A fine anno partecipò alla Temporada concludendo diciassettesimo in classifica. Prese poi parte ad alcune gare con vetture turismo, tra cui la 24 Ore di Le Mans e la Coppa Città di Enna, in cui giunse secondo.
Fu comunque protagonista alla 24 Ore di Le Mans del 1970, soprattutto per il fatto che la sua vettura fu quella scelta da Steve McQueen per installarvi le cineprese per girare un film sull'evento. La Targa Florio del 1971 fu l'ultimo evento a cui prese parte prima di ritirarsi definitivamente dall'automobilismo. Negli anni a seguire intraprese comunque la carriera di pilota di jet privati di multimilionari e di multinazionali. Abbandonò comunque questa professione negli anni novanta ritirandosi a vita privata.